# سلمان حمود الصباح
الشيخ  سلمان حمود سلمان الحمود الصباح (1936-)؛ لاعب كرة القدم سابق في الخمسينات، ورئيس مجلس إدارة نادي العربي الكويتي السابق، حمل منصب محافظ محافظة حولي من عام ١٩٨٠ الى ١٩٨١ ورئيس الاتحاد الكويتي لكرة القدم من عام 1976 الي 1978، ورئيس [[اللجنة الأولمبية 
الكويتية|اللجنة الأولمبية الكويتية عام 1988]].

## حياته الرياضية
بدأ الشيخ سلمان الحمود السلمان الصباح لعبة كرة القدم في أسوار نادي العربي الكويتي في خمسيات القرن الماضي، وتدرج في المراحل السنية إلى أن وصل إلى الفريق الأول، وبعد الاعتزال أتجه للعمل الإداري داخل أسوار النادي، فتدرج من عضو مجلس إدارة، إلى أن تولى رئاسة مجلس الإدارة من عام 1970 إلى عام 1978، ثم تمت تزكيته لمنصب رئيس الاتحاد الكويتي لكرة القدم عام 1976، وبعد عام 1978 اعتزل العمل الإداري الرياضي، ثم عاد مجدداً للمجال الرياضي وتولى رئاسة اللجنة الأولمبية الكويتية عام 1988، ثم ابتعد عن المجال الرياضي لظروفه الخاصة، وعاد مؤخراً في القرن الحالي وتحديداً في شهر فبراير من العام 2010 ليقود اللجنة المؤقتة لإدارة النادي العربي بعد حل مجلس الإدارة النادي العربي بقيادة جمال الكاظمي من قبل الهيئة العامة للشباب والرياضة لوجود تجاوزات مالية وإدارية.

## حياته العائلية
متزوج ولديه من الأبناء:
- الشيخة حصة السلمان الصباح.
- الشيخة موضي السلمان الصباح.
- المرحوم الشيخ محمد السلمان الصباح.
- الشيخة شهامة السلمان الصباح.
- الشيخة الهنوف السلمان الصباح.
- الشيخ عبدالله السلمان الصباح.
- الشيخة بسمة السلمان الصباح.
- الشيخة وداد السلمان الصباح.
- الشيخة وداد السلمان الصباح.
- الشيخة عائشه السلمان الصباح.
- الشيخ حمود السلمان الصباح.
- الشيخة سبيكة السلمان الصباح.
- الشيخة فتوح السلمان الصباح.
- الشيخ محمد السلمان الصباح.